# Nonnus bicolor
Nonnus bicolor là một loài tò vò trong họ Ichneumonidae.